# Страуме, Юлий
Юлий Страуме (латыш. Jūlijs Straume; 2 июля 1874 — 1 ноября 1970) — латвийский художник по текстилю, педагог и этнограф. Заслуженный деятель искусств Латвийской ССР.

## Биография
Юлий Страуме родился 1 ноября 1874 года в Друвиенской волости Венденского уезда Лифляндской губернии Российской империи (ныне — Гулбенский край Латвии). Брат — композитор и музыкальный критик Янис Страуме.
Окончил Митавскую Александровскую гимназию и Центральное училище технического рисования барона А. Л. Штиглица в Санкт-Петербурге (1904). Совершенствовался в Париже (1905—1907).
С 1907 по 1923 год жил в Грузии, собирал и изучал кавказские народные изделия декоративно-прикладного искусства. Был консулом Латвии в Грузинской демократической республике (1918—1921). В 1923 году вернулся в Латвию. Руководил ткацкими курсами и мастерской в Рижском городском ремесленном училище (1924—1934, 1940—1941).
В годы Второй мировой войны находился в Саласпилсском концлагере (1941—1944). После войны работал сотрудником Государственного исторического Домского музея (1944—1949), реставратором Музея истории Латвийской ССР (1949—1959).
Принимал участие в работе петербургского латышского художественного кружка «Рукис» (с 1898), был членом художественного объединения «Садарбс» (1925—1940).
Член Союза художников Латвии (с 1945), Заслуженный деятель искусств Латвийской ССР (1959). Награждён Золотой медалью Международной выставки современных декоративных и промышленных искусств в Париже (1925).
Умер 1 ноября 1979 года в Риге.

## Творчество
На Кавказе собрал богатую коллекцию образцов народного ковроткачества. По результатам её тщательного изучения создал альбом «Кавказские ковры» (1 том, 1913). Выполнял эскизы ковров с характерными для латышского прикладного искусства фольклорными и этнографическими мотивами, используя восточный принцип композиции.
Автор большого числа эскизов предметов декоративно-прикладного искусства и мебели. По рисункам Ю. Страуме были созданы ткацкие элементы декора в доме Рижского латышского общества, во Дворце правосудия и санатории «Кемери».